# ميكيل نييف
ميكيل نييف (بالإسبانية: Mikel Nieve)‏ ولد بتاريخ 26 مايو 1984 في إسبانيا، هو دراج إسباني في صنف سباق الدراجات على الطريق.

## سجل النتائج

### سباقات أو مراحل فاز بها
- طواف إسبانيا
- طواف إيطاليا

### المراكز
- حقق المركز الـ 10 في طواف إسبانيا 2010
- حقق المركز الـ 10 في طواف إيطاليا 2011
- حقق المركز الـ 10 في طواف إسبانيا 2011
- حقق المركز الـ 5 في طواف سويسرا 2012
- حقق المركز الـ 10 في طواف إيطاليا 2012
- حقق المركز الـ 8 في كريثيديا دو دوفين 2014
- حقق المركز الـ 10 في تيرينو ادرياتيكو 2014
- حقق المركز الـ 2 في طواف سلوفينيا 2015
- حقق المركز الـ 4 في طواف أندلوسيا 2015
- حقق المركز الـ 8 في طواف إسبانيا 2015
- حقق المركز الـ 10 في طواف بولندا 2015

## روابط خارجية
- ميكيل نييف على موقع الاتحاد الدولي للدراجات (الإنجليزية)
- ميكيل نييف على موقع أرشيف الدراجات (الإنجليزية)
- ميكيل نييف على موقع إحصائيات الدراجات الإحترافية (الإنجليزية)
- ميكيل نييف على موقع نسبة الدراجات (الإنجليزية)
- ميكيل نييف على موقع CycleBase (الإنجليزية)